# Bretagne revue
Bretagne revue est une ancienne revue littéraire et artistique lancée en 1893 par Charles Géniaux et parue ensuite sous le nom de Revue pittoresque. La grande nouveauté de ce périodique mensuel par rapport à ses contemporains est son illustration photographique. Cette revue peut être perçue comme l'un des premiers magazines de photo-reportage de France.

## Histoire
En 1893, Charles Géniaux, photographe et écrivain, se lance sur un projet dont il avait l’ambition depuis déjà quelques années : la création d’une revue. Ce projet avait été initié dès 1888, alors que Charles n’avait que 18 ans. Le principe est simple : créer une interface entre le monde artistique breton et la littérature. A travers cette revue le lecteur est amené à se plonger dans la culture bretonne, en passant par les petits métiers, les légendes et les coutumes.
Ainsi en mars 1893 Charles Géniaux fait paraître le premier numéro de Bretagne Revue. Ce lancement est pour lui l’occasion de prendre contact avec le Bulletin photo-club de Constantine afin de faire la promotion de sa revue. Elle traite de la littérature et des beaux-arts mais se distingue par une grande nouveauté à l’époque, son illustration photographique avec de grandes planches glissées entre les pages imprimées. Si l’on en croit les écrits laissés par Charles Géniaux, les imprimeurs rennais auraient refusé d’imprimer ces planches photographiques et il aurait donc dû s’en occuper lui-même. Charles Géniaux travaille avec la collaboration de son frère, lui aussi photographe, Paul Géniaux, dont le nom est associé au sien dès le troisième numéro. Et c’est ainsi dans la serre familiale, rue de la Cochardière à Rennes, que Charles Géniaux, aidé de son frère, installe l’atelier d’impression de la revue. Mais dès le deuxième numéro de Bretagne Revue, c’est Hyacinthe Caillière qui devient l’imprimeur officiel de cette dernière.
En mars 1894, la revue change de nom pour devenir la Revue pittoresque, illustrée, littéraire et artistique. Il s'agit alors d'une revue mensuelle de luxe composée de trente-deux pages et de planches hors-texte. Elle arrête de paraître cette même année mais son nom figure dans les annuaires jusqu’en 1899. Ni Bretagne revue ni la Revue pittoresque n'auront rencontré le succès escompté.

## Présentation
Bretagne revue s'intéresse notamment à la littérature et aux beaux-arts. Sa spécificité est l'usage de photographies en guise d'illustration. Ces illustrations parcourent la revue sous la forme de feuillets tirés à part, glissés entre les pages. C'est le procédé Charles Géniaux, aussi connu sous le nom de collographie, qui est employé pour ces reproductions photographiques. Le photographe revendique son invention, bien qu'à partir du troisième numéro de la revue le nom de son frère y soit également associé. Par ailleurs, Charles n'hésite pas à raconter à ses lecteurs les difficultés matérielles qu'il rencontre à l'impression et à leur promettre une meilleure qualité de reproduction à l'avenir. Il déclare dans son livre Pour la gloire (Paris, Flammarion, 1923) : "Par 40° de température, je préparais dans un petit cabinet transformé en étuve à gaz, les planches phototypiques dont j'illustrais ma revue. Puis en sortant de ce four, j'exposais, l'hiver, par la glace, mes châssis au jour. Enfin l'insolation terminée, je tournais la manivelle de ma presse à bras jusqu'à épuisement." Le brevet de planogravure déposé par Géniaux permet à la revue de devenir à partir d’octobre 1893 (8e numéro) une des premières et rares revues photographiques françaises de demi-luxe.
La Bretagne occupe une place centrale dans les illustrations de la revue, à travers autant de paysages que de scènes avec des paysans ou des enfants. Dans la légende des photographies apparaissent le nom de l'auteur mais également la mention "collographie Géniaux frères ou planogravure Charles Géniaux".
En plus de faire la promotion de matériel photographique dans leur revue, les frères Géniaux proposent à leurs lecteurs des cours d'initiation à la collographie. Ils organisent aussi deux concours par an. L'un, photographique, est même international. Les membres du Bulletin photo-club de Constantine sont invités à y participer dès le lancement de Bretagne revue. L'autre est un concours littéraire.
Les frères ne travaillent pas seuls à Bretagne revue. Ils sont épaulés par plusieurs collaborateurs animés du même désir de divertissement. L'écriture de Charles est humoristique et efficace, parfois même satirique et provocatrice.

## Principaux collaborateurs
- Léon Berthaut, rédacteur en chef[10]
- Louis Esquieu, secrétaire de rédaction[10]
- Raphaël Granger[10]
- Serge Panine[10]
- Hyacinthe Caillère, imprimeur officiel à partir du deuxième numéro et dépositaire général pour la Bretagne[5].